# T·阿姆斯特朗·强格桑
T·阿姆斯特朗·强格桑（英語：Thongkhomang Armstrong Changsan，1969年1月24日—），印度外交官，現任印度駐古巴大使，曾任印度驻冰岛大使、印度驻大阪-神户总领事、印度驻南非副高级专员等职务。

## 經歷
T·阿姆斯特朗·强格桑出身印度阿薩姆邦底马哈撒，生於1969年1月24日。他拥有德里印度理工学院机械工程科技学位。
1997年，強格桑加入印度外事服務部，並選擇日語作爲必修外語。他曾任職於駐拉各斯和東京的印度使團。在外交部總部，他曾在聯合國經濟和社會事務司工作，處理從氣候變化到人權等廣泛議題。他還曾擔任古瓦哈提印度外交部分部辦公室和區域護照辦公室的副司長、負責人，在任期內他優化了護照發放系統，開設了古瓦哈提的護照服務中心，並為整個印度東北地區的其他護照服務中心奠定了基礎，為偏遠地區的東北居民提供了服務；他還促成了印度外交部古瓦哈提分部秘書處的成立，該辦公室為東北地區的學生提供服務，通過認證或貼附認證章，以便其文件在國外使用。
出任印度駐大阪-神戶總領事前，強格桑擔任印度駐南非副高級專員。2015年6月4日，就任印度駐大阪-神戶總領事。2018年離任。2018年6月20日，被任命爲下一任印度駐冰島大使。2018年8月14日，就任印度駐冰島大使。2021年離任。2024年3月18日，被任命为下一任印度驻古巴大使。2024年6月2日，抵達哈瓦那。7月1日，遞交國書副本。

### 爭議
2022年，前印度駐冰島大使館司機起訴使館，這位匈牙利籍的前司機聲稱大使館拖欠了自己的工資，而且時任印度駐冰島大使强格桑對他有不尊重和種族歧視的行爲。

## 個人生活
已婚，育有三個女兒。